# Lindsay Gaze
Lindsay John Casson Gaze OAM (* 16. August 1936 in Adelaide) ist ein ehemaliger australischer Basketballspieler und -trainer.

## Laufbahn
Gaze war australischer Basketballnationalspieler und nahm 1964 an den Olympischen Sommerspielen teil. Mit 10,4 Punkten je Turnierspiel war er zweitbester Korbschütze der australischen Auswahl. 1970 spielte er für Australien bei der Weltmeisterschaft.
Als Trainer auf Vereinsebene betreute Gaze die Melbourne Tigers von 1970 bis 2005. In der National Basketball League trug er von 1983 bis 2005 für die Mannschaft in 689 Spielen die Verantwortung und gewann 363 der Partien. 1993 und 1997 führte er die Mannschaft zum Titelgewinn. 1989, 1997 und 1999 wurde er als NBL-Trainer des Jahres ausgezeichnet. Zu seinen Spielern in Melbourne gehörte sein Sohn Andrew Gaze. Diesen betreute er während dessen gesamter Laufbahn in der NBL. Vater und Sohn Gaze gaben im Mai 2005 am selben Tag ihren Rücktritt als Trainer beziehungsweise Spieler bekannt.
Von 1971 bis 1984 hatte Gaze das Amt des Cheftrainers der australischen Nationalmannschaft inne. In dieser Zeit trat er mit der Auswahl bei den Olympischen Sommerspielen 1972, 1976, 1980 und 1984 sowie bei den Weltmeisterschaften 1974, 1978 und 1982 an. Bei Olympia 1984 gehörte sein Sohn Andrew zur Mannschaft. Das beste Ergebnis bei einem großen internationalen Turnier, das Australien unter Lindsay Gaze als Nationaltrainer erreichte, war der fünfte Platz bei der WM 1982.
Gaze wirkte als Mitglied des Führungsgremiums der National Basketball League jahrelang an der Leitung der Liga mit, veröffentlichte 1977 und 1992 (gemeinsam mit seinem Sohn Andrew) zwei Basketball-Lehrbücher und gehörte ab 1990 dem Technischen Ausschuss des Weltverbands FIBA an. 2006 brachte Lindsay Gaze drei Monate in der chinesischen Stadt Tianjin zu und unterstützte dort örtliche Basketballmannschaften in der Trainingsarbeit. 2008/09 war er erneut als Trainer in der chinesischen Partnerstadt von Melbourne tätig und betreute die Profimannschaft in der Liga CBA.
1985 wurde Gaze der Orden „Order of Australia“ verliehen. 1989 erhielt er die Aufnahme in die Ruhmeshalle des australischen Sports, 2004 des australischen Basketballverbands, 2010 des Weltverbands FIBA, 2015 in die Naismith Memorial Basketball Hall of Fame. Im Jahr 2010 hob ihn die Ruhmeshalle des australischen Basketballverbands in den Rang einer Legende.
Nach Lindsay Gaze ist der Preis benannt, mit dem der Trainer des Jahres in der NBL ausgezeichnet wird. Gemeinsam mit seinem Sohn Andrew ist er ebenfalls Namensgeber der Medaille, die an den australischen Basketballnationalspieler des Jahres geht.